# Sân bay Petropavlovsk-Kamchatsky
Sân bay Yelizovo (tiếng Nga: Аэропорт Елизово) (IATA: PKC, ICAO: UHPP) là một sân bay ở Petropavlovsk-Kamchatsky, Kamchatka Krai, Nga. Sân bay này có thể phục vụ các máy bay lớn như Boeing 747. Sân đỗ chính có 24 chỗ đỗ, 8 chỗ có thể phục vụ Boeing 747; ngoài ra có 8 chỗ đỗ có rải bê tông cho máy bay nhỏ hơn và 8 chỗ bề mặt đất cho 12 máy bay nhỏ. Đơn vị hoạt động ở đây là 865 IAP với máy bay tiêm kích đánh chặn MiG-31. Đây cũng là nơi hoạt động của máy bay hải quân Nga, trong đó có đơn vị 317 OSAP với máy bay Tupolev Tu-16R đến cuối năm 1992, và Beriev Be-12, Tupolev Tu-95MS không xác định rõ thuộc đơn vị nào.

## Các hãng hàng không và các tuyến điểm
- Aeroflot (Moscow-Sheremetyevo)
- Dalavia (Anchorage [begins June 17], Khabarovsk)
- Domodedovo Airlines (Moscow-Domodedovo)
- Rossiya (Blagoveshchensk, Novosibirsk, St. Petersburg)
- S7 Airlines (Irkutsk, Khabarovsk, Novosibirsk, Vladivostok)
- Transaero (Moscow-Domodedovo)
- Vladivostok Avia (Anchorage [begins July 7], Vladivostok)

Korean Air có các chuyến bay thuê bao nối với Sân bay quốc tế Incheon trong mùa cao điểm.